# Tell It to the Frogs
"Tell It to the Frogs" é o terceiro episódio da primeira temporada da série de televisão de terror pós-apocalíptico The Walking Dead. Foi ao ar originalmente pelo canal de televisão AMC nos Estados Unidos em 14 de novembro de 2010. No Brasil, estreou em 16 de novembro do mesmo ano, no canal Fox Brasil. O episódio foi escrito por Frank Darabont, Charles H. Eglee, Jack LoGiudice e dirigido por Gwyneth Horder-Payton.

## Enredo
Logo depois, no entanto, apesar de encontrar um zumbi perto do acampamento, Rick decide ir contra o conselho de Shane e voltar para Atlanta para resgatar Merle Dixon e sua mala de armas de fogo, bem como recuperar o walkie-talkie, para avisar a Morgan para não ir para Atlanta.[carece de fontes?]
Ele é acompanhado por Glenn, T-Dog e pelo irmão de Merle, o igualmente violento Daryl Dixon. Lori diz para Shane ficar longe de sua família, agora que Rick voltou - o que para ela foi uma surpresa, já que Shane tinha dito que Rick havia morrido no hospital.[carece de fontes?]
As tensões estão em alta no campo entre uma mulher, Carol, e seu marido abusivo, Ed. Quando uma briga estoura, Shane descarrega toda a sua raiva sobre Ed, batendo nele quase até a morte. Rick e o grupo de resgate chegam em Atlanta e, quando chegam no telhado da loja de departamentos, encontram apenas um serrote, a mão de Merle desmembrada e o sangue em suas algemas.[carece de fontes?]

## Referência do título
A referência do título ecoa declaração irritada de Lori e Shane, "Você pode dizer para os sapos", quando ela estava desinteressada no que ele tinha a dizer. Daryl sentiu da mesma forma quando Rick, T-Dog e os outros explicaram por que o irmão de Daryl, Merle, foi deixado algemado no telhado da loja de departamento de Atlanta.

## Recepção

### Resposta da crítica
Leonard Pierce, do The A.V. Club deu-lhe uma nota de A-em uma escala de A a F, chamando-a de "Episódio-chave para definir o tom para a primeira temporada." Ele elogiou o episódio, dizendo que "Fez praticamente tudo o que ele precisava fazer. Ele aprofundou personagens, fortaleceu as relações, estabelecidas conflitos futuros, e deu a seu elenco mais a fazer. Melhor de tudo, ele voltou para o ritmo mais lento, mais pensativo do piloto". Eric Goldman da IGN também deu uma resenha altamente positiva, a classificação do episódio 8,5 de 10. Goldman chamou o episódio de um "Grande repercussão a partir da segunda parcela um pouco sem brilho, oferecendo uma história muito mais intensa e envolvente".

### Avaliações
Após a sua primeira transmissão em 14 de novembro de 2010, "Tell It to the Frogs" foi assistido por 5,07 milhões de espectadores, um ligeiro aumento de espectadores do episódio anterior.